# Avricourt (Oise)
Avricourt – miejscowość i gmina we Francji, w regionie Hauts-de-France, w departamencie Oise.
Według danych na rok 1990 gminę zamieszkiwało 195 osób, a gęstość zaludnienia wynosiła 28 osób/km² (wśród 2293 gmin Pikardii Avricourt plasuje się na 802. miejscu pod względem liczby ludności, natomiast pod względem powierzchni na miejscu 694.).